# Departamento de Junín (Confederación Perú-Boliviana)
Junín fue uno de los cuatro departamentos que conformaban el Estado Nor-Peruano, perteneciente a la Confederación Perú-Boliviana.
Limitaba al norte con los departamentos de Amazonas y La Libertad, al este con el departamento de Amazonas, al oeste con el departamento de Lima; y al sur con los departamentos de Ayacucho y Cuzco del Estado Sud-Peruano.

## Historia
Junín envió diputados a la Asamblea de Huaura de agosto de 1836, en donde fue redactada la Constitución del Estado Nor Peruano con la tutela del entonces presidente rebelde Luis José de Orbegoso y Moncada en plena guerra civil peruana desde 1835. La constitución proclamó el Estado Nor-Peruano y la alianza con las fuerzas bolivianas de ocupación para la creación de la Confederación Perú-Boliviana.
Con la victoria de Orbegoso, la Ley Fundamental de 1837 en Tacna, con aprobación del autoproclamado supremo protector Andrés de Santa Cruz, reconoció a Junín como un departamento fundador de la Confederación.
Junín también tenía diputados en el Congreso de la Confederación como parte del grupo parlamentario nor-peruano.

## Organización
Junín estaba sujeto al Gobierno General, su gobernador era nombrado por el presidente del Estado, y este a su vez era nombrado por el supremo protector de turno. El gobernador estaba en la obligación de elegir representantes de su departamento para participar en las asambleas de Huaura, que eran ordenadas por el presidente del Estado nor-peruano.

## Territorio
En lo que respecta a su territorio, Junín se encuentra dividido entre los modernos departamentos peruanos de Junín, Pasco y Huánuco.